# Antinêutron
O antineutrão (português europeu) ou antinêutron (português brasileiro) é a antipartícula do nêutron. Foi descoberto por Bruce Cork em 1956, um ano depois da descoberta do antipróton. O antinêutron tem o mesmo valor de massa de um nêutron e nenhuma carga elétrica. No entanto, se diferencia de um nêutron por ser composto por antiquarks. Particularmente, o antinêutron é composto por dois antiquarks down e um antiquark up.
O momento magnético de um antinêutron é contrário ao de um nêutron, sendo aquele -1.91 µN e este, +1.91 µN (relativo à direção de spin). Aqui, o µN é a unidade elementar do momento magnético, determinada magnéton nuclear.
Sabendo-se que o antinêutron é eletricamente neutro, não pode ser facilmente observado de forma direta. Em vez disso, o aniquilamento dos seus produtos com matéria ordinária é observado. Há propostas teóricas que indicam que as oscilações nêutron-antinêutron existem, o que aconteceria apenas mediante um processo físico ainda não descoberto que violasse a conservação do número bariônico.